# Heartbeat (永谷喬夫のアルバム)
『Heartbeat』（ハートビート）は、永谷喬夫の1枚目のオリジナルアルバム。2018年5月27日にHigh Windよりリリースされた。

## 概要
SURFACEとしてのデビューから20周年を記念してリリースされたソロアルバムで、永谷喬夫としては初のソロ作品となる。
5月27日に行われたSURFACE 20th Anniversary Live「Re:Attraction」の会場から販売開始となり、5月30日に各ショップから販売された。

## 収録曲
1. beat
作詞:QIMIO・Tsuyoshi Koide・Takao Nagatani、作曲:Takao Nagatani、編曲:Takao Nagatani
2. Rendez-vous
作詞:QIMIO、作曲:Takao Nagatani、編曲:Takao Nagatani
3. 日々
作詞:QIMIO、作曲:Takao Nagatani、編曲:Takao Nagatani
4. BPM
作詞:椎名慶治、作曲:Takao Nagatani、編曲:Takao Nagatani
5. Starting Over
作詞:QIMIO・Tsuyoshi Koide・Sachiko Tawa、作曲:Takao Nagatani、編曲:Takao Nagatani
6. Akatsuki～暁 (Instrumental) 
作曲:Takao Nagatani、編曲: Takao Nagatani
7. It's brand new
作詞:QIMIO・Sachiko Tawa、作曲:Takao Nagatani、編曲:Takao Nagatani
8. 呼吸
作詞:Sachiko Tawa、作曲:Takao Nagatani、編曲:Takao Nagatani
9. Pulse
作詞:Sachiko Tawa、作曲:Takao Nagatani、編曲:Takao Nagatani
10. Change my self
作詞:QIMIO、作曲:Takao Nagatani、編曲:Takao Nagatani
11. 20
作詞:QIMIO、作曲:Takao Nagatani、編曲:Takao Nagatani